# О постройках
«О постро́йках» (ср.-греч. Περὶ κτισμάτων, лат. De aedificiis) — произведение византийского историка Прокопия Кесарийского, посвящённое строительной деятельности императора Юстиниана I (527—565). По своей тематике и объёму содержащихся сведений этот трактат занимает уникальное место в византийской литературе. «Постройки» являются собранием ценнейшей информации о строительной активности в районе Средиземного моря в VI веке. Некоторые из городов, упомянутых в трактате, известны только из него. Ни один другой документ подобного рода до наших дней не дошёл. Согласно распространённому мнению, произведение было написано по заказу или приказу правящего императора с целью его прославления.
Наряду с двумя другими произведениями Прокопия, «Историей войн» и «Тайной историей», «Постройки» входят в состав уникального триптиха из истории, памфлета и панегирика, посвящённых одному и тому же лицу. Вопрос о соотношении собственного мировоззрения историка и необходимости отображения действительности в желательной для Юстиниана форме является одним из самых острых в византийской историографии данного царствования. Острую дискуссию вызывает проблема абсолютной и относительной датировки произведений Прокопия и их взаимосвязи. Жанровая принадлежность «Построек», их место в литературной традиции также являются предметом изучения. Учитывая, что сведения Прокопия являются во многих случаях практически единственными для правления Юстиниана, важным является вопрос об отношении историка к личности и деятельности императора.
Произведение состоит из шести книг разного размера, каждая из которых посвящена достижениям Юстиниана в различных частях его обширной империи. После краткого введения следует описание столицы империи, Константинополя, церковным постройкам которого преимущественно посвящена книга I. Далее рассматриваются укрепления Месопотамии во второй книге и Армении — в третьей. В четвёртой книге перечисляются крепости и другие военные сооружения Балканского полуострова. В пятой книге автор обращается к построенным и восстановленным зданиям Малой Азии и Палестины. Шестая книга посвящена Египту, Киренаике, Триполитании и другим провинциям византийской Африки.
«Постройки» переведены на основные европейские языки, в том числе на русский в 1939 году С. П. Кондратьевым.

## Прокопий Кесарийский и его труды
Вторая половина VI века считается одним из важнейших периодов в истории Византии, предшествующим «тёмному» VII веку и иконоборческому периоду в VIII—IX веках. Это был период важных изменений в византийском обществе, завершения слияния классической и христианской культур и трансформации античного полиса в средневековый город. Детали этого процесса не вполне ясны. Во многих случаях труды Прокопия Кесарийского являются основным или даже единственным источником для рассматриваемого периода. Вопрос об авторстве и датировке произведений Прокопия является ключевым для оценки событий последних лет царствования императора Юстиниана I (527—565). Фактически, многие классические исследования по истории Византии в части царствования Юстиниана если и не являются в значительной степени пересказом «Истории войн» Прокопия (как, например, «A History of the Later Roman Empire» Дж. Бьюри, 1923), то используют её как основной источник фактического материала.
О жизненном пути Прокопия Кесарийского практически не известно ничего, кроме того, что он сам посчитал нужным сообщить о себе в своих произведениях. По его собственным словам, он был уроженцем Кесарии в Палестине. В IV веке этот город был крупным центром христианского богословия, в котором функционировала основанная Памфилом Кесарийским обширная библиотека. К VI веку, видимо, город продолжал сохранять своё культурное значение. Кесария была многонациональным городом, в котором проживали христиане, евреи и самаритяне, и Прокопий мог быть хорошо знаком с событиями бурной истории этого региона. Возможно, именно поэтому он не поддерживал политику Юстиниана, направленную на борьбу с религиозными меньшинствами. По замечанию А. Кэмерон, мало кто из христиан в те времена считал, как Прокопий, «недомыслием и безумием» исследование природы Бога и осуждал преследование своих богословских оппонентов. Такая позиция Прокопия привела некоторых исследователей, в частности Феликса Дана, к мысли о его еврейском происхождении. Аналогичные соображения, основанные на тоне Прокопия относительно самаритян, привели историка Кейт Адсхед (Kate Adshead) к выводу о его самаритянском происхождении. Согласно общепринятой ныне точке зрения, по своему происхождению Прокопий принадлежал к высшему христианскому обществу Кесарии. Видимо, он получил юридическое образование. На основании того, что Прокопий следовал манере исторического описания Фукидида, некоторые исследователи делают вывод, что он обучался в Газе, известной своими исследованиями творчества этого древнегреческого историка в VI веке, однако прямых подтверждений этой теории нет. С 527 года Прокопий служил секретарём и юридическим советником (лат. assessor) полководца Велизария, сопровождая его во всех войнах, которые велись в царствование Юстиниана. Записки об увиденном легли в основу завершённых в 550 году книгах I—VII «Истории войн»; восьмая книга была завершена позже, предположительно в 554 году. В 548 году Велизарий был отправлен в отставку, что было тяжело воспринято Прокопием. Как считается, одновременно с завершением первых книг «Войн» Прокопий создал свой знаменитый памфлет «Тайная история», в котором разоблачал пороки и злодеяния Юстиниана и его супруги Феодоры. В какой-то период 550-х — начала 560-х годов было создано произведение совершенно другой направленности, панегирик «О постройках». С этими тремя произведениями Прокопий является единственным автором, написавшим историю, инвективу и панегирик, посвящённые одному и тому же лицу.
Разнородность произведений Прокопия, излагающих различные точки зрения на правление Юстиниана, требовала осмысления, и первую обобщающую теорию на этот счёт предложил в 1865 году немецкий историк Ф. Дан. По его мнению, разочарованный патриот Прокопий написал «Постройки» по приказу императора против собственных убеждений, опасаясь репрессий. Истинное же своё мнение он выразил позже в «Тайной истории». Таким образом, вопрос мировоззрения историка тесно увязывался с проблемой датировки его сочинений. В противоположность этой теории, основанной на психологических реконструкциях, в 1985 году английская исследовательница А. Кэмерон предложила рассматривать триптих Прокопия как единое целое с общим набором тем и выразительных средств. Книга Кэмерон «Procopius and the Sixth Century» придала мощный импульс исследованиям в этом направлении, в результате чего к настоящему времени многие вопросы оказались хорошо проработанными. В 2004 году, в последней на данный момент (2016) крупной работе, посвящённой Прокопию, А. Калделлис вновь поставил вопрос о том, как человек, рискнувший написать «Тайную историю», мог представить Юстиниана образцом христианского монарха. По мнению Калделлиса, «Постройки» являются неискренним произведением, созданным с целью избежать опасности или из корысти. Оценка Прокопия как, прежде всего, диссидента и представителя оппозиционных Юстиниану платонистических кругов была признана большинством современных византинистов не очень убедительной.

## Проблема датировки

### Основные теории
Хотя общепризнанным считается, что произведение написано по заказу императора, конкретные обстоятельства этого не известны. Также в произведении не содержится прямого указания на дату его создания, поэтому историки пытаются произвести датировку на основании соотнесения различных утверждений из трактата с известными из других источников событиями. В историографии XIX века основной являлась точка зрения, согласно которой мотивом написания данного труда Прокопия было желание историка вернуть себе утраченное в силу каких-то причин расположение императора. Этой точки зрения придерживались немецкие историки Ф. Дан (1865) и Я. Хаури (1891). Согласно Хаури, в награду за свой труд Прокопий получил должность префекта города; в настоящее время это предположение считается ошибочным. Личными мотивами Прокопия объяснял создание произведения и английский историк Дж. Бьюри.

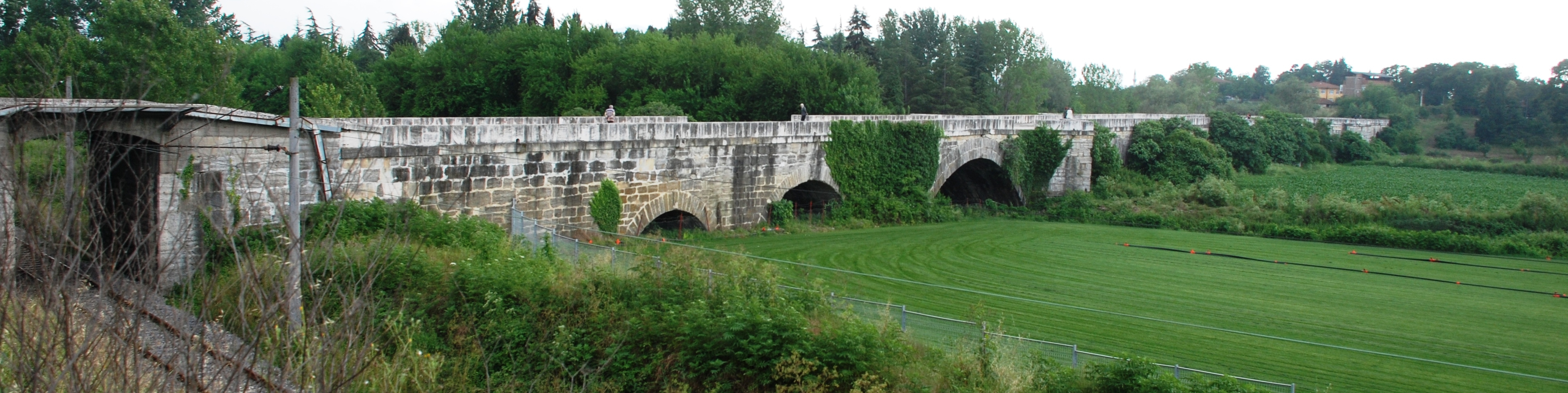
Мост через реку Сангарис, современное состояние.

В конце XIX века Я. Хаури предположил, что трактат «О постройках» был задуман Прокопием в 545 году и завершён в 560 году; эту теорию позже принял знаменитый французский византинист Ш. Диль. Согласно мнению американского историка Г. Дауни (1947), определённо можно утверждать, что произведение было ещё не закончено в 559/560 году, когда велось строительство моста через реку Сангариус. В этот время, в последние годы царствования Юстиниана I (527—565), империя вступила в сложный период своей истории. В 558 году кочевники кутригуры достигли стен Константинополя, в сентябре 560 года распространились слухи о смерти Юстиниана, что вызвало беспорядки. В 562 году был составлен неудачный заговор против императора, следствием которого стала отставка полководца Велизария, покровителя Прокопия. Землетрясения в августе 553 года и декабре 557 года частично разрушили главный собор империи, храм Святой Софии. Был начат ремонт, но землетрясения в мае 558 года привело к ещё большим разрушениям. Реставрация была завершена только в конце 562 года. В этих обстоятельствах труд Прокопия должен был в форме панегирика подчеркнуть достижения завершающего царствования в области строительства. Вполне естественно, что эта задача была доверена крупнейшему историку своего времени, ранее в своей «Истории войн» описавшему победоносные завоевания Юстиниана. В 1949 году немецкий историк Э. Штайн выступил против датировки «О постройках» после моста через Сангариус на основании того, что Прокопий не упомянул разрушение купола Софийского собора в 558 году; говорит о тзанах как о народе, покорном империи, хотя они восстали в 557 году; Прокопий говорит о том, что Юстиниан «большинство самаритян обратил в истинную веру и сделал христианами», но не упоминает об их мятеже в июле 555 года. По мнению Дж. Эванса (1969), последние два аргумента опровергаются тем, что рассмотрение соответствующих вопросов не соответствует ни жанру, ни теме произведения. Однако, по мнению этого историка, рассказ об обрушении купола собора должен был быть включён в текст первой книги, и его отсутствие позволяет датировать произведение ранее 7 мая 558 года. В 1983 году Croke, Crow, не приводя собственных аргументов, указали в качестве времени создания произведения 554 год. А. Кэмерон (1985) полагала, что работа над произведением была прервана около 554 года по причине смерти автора. М. Уитби отвергает, однако предположение о смерти автора как о причине незаконченности произведения. По мнению этого историка, публикация незавершённых произведений была характерна для Прокопия. Над «Тайной историей» он прекратил работу в 551 году, за 3 года до своей предполагаемой смерти, и в том же году опубликовал «Войны», в то время как ещё велись боевые действия в Лазике и Италии. Что касается построек в Италии, отсутствие упоминаний о которых является основным аргументом в пользу незаконченности произведения, М. Уитби обращает внимание на то, что в Италии построек Юстиниана было не так много — знаменитые соборы в Равенне финансировали частные лица.
Обстоятельный анализ состояния дискуссии о датировке трактата «О постройках» к 1985 году дал английский историк М. Уитби. Он отвергает аргумент Э. Штайна о тзанах, поскольку их восстание в 557 году было не всеобщим, часть тзанов осталось верными империи, а само восстание было подавлено в следующем году войсками под командованием представителя этого народа Феодора. В следующие два десятилетия тзаны мирно существовали в составе Византии. Таким образом это событие не стоило упоминания в составленном в 560 или 561 году панегирике. Аналогичным образом М. Уитби трактует восстание самаритян в 555 году как краткий взрыв насилия, вызванный неожиданным примирением их с евреями. Волнения были ограничены районом города Кесария, и больше напоминали бунт типичный для VI века партий ипподрома, чем полномасштабное национальное восстание. Вероятно, события быстро прекратились и не привели к новым законодательным ограничениям для самаритян. Как выходец из Кесарии, Прокопий мог хорошо знать местные условия и масштаб проблем, не сопоставимого с событиями 529 года. Таким образом, и восстание самаритян не может, согласно Уитби, свидетельствовать против датировки 560/1 годом. Для решения проблемы с обрушением купола храма Святой Софии М. Уитби предлагает для способа решения. Один из них был предложен ещё Я. Хаури, предположившим, что произведение писалось в течение нескольких лет, и книга I была к моменты обрушения в 558 году уже написана, и затем не переписывалась. Оставшиеся книги были написаны, соответственно, 2 или 3 года спустя. В этой связи М. Уитби полагает неверной теорию Г. Дауни о двух редакциях произведения, полагая его скорее не прошедшим окончательную вычитку. Другой возможностью М. Уитби видит намеренное неупоминание обрушения купола, как не соответствующего торжественности произведения. При этом, вполне возможно, что Прокопий в своём произведении описал купол до обрушения, который был более впечатляющий, чем восстановленный. Возможно, что Прокопий описывал собор в 560/1 году, когда основные повреждения были уже устранены, а дорогостоящее убранство использовалось ещё прежнее. Собственная теория М. Уитби состоит в признании основного значения за информацией из книги V о том, что император сейчас ведёт, и вскоре закончит, строительство моста через реку Сангарис. Завершение строительства датируется на основании поэмы Павла Силенциария и хроники Феофана Исповедника 562 или 563 годами, таким образом завершение «Построек» историк относит к 560/1 году. Такая датировка, по его мнению, позволяет более последовательно представить эволюцию мировоззрения Прокопия после создания «Тайной истории» в 551 году и VIII книги «Войн» в 553 году.
Тем не менее, аргументация Уитби не изменила научный консенсус относительно датировки «Построек» около 554 года. Канадский историк Дж. Гретрекс, проанализировавший в 1994 году весь комплекс проблем, связанных с датировкой произведений Прокопия, не нашёл веских оснований для более поздней датировки. Дж. Гретрекс указал на значимость сведений Прокопия, относящихся к Анастасиевой стене во Фракии. Известно, что это оборонительное сооружение, созданное при императоре Анастасии, дважды за царствование Юстиниана не смогло удержать варварские нашествия — в 540 и 559 году. Как отметил Дж. Гретрекс, тональность высказывания Прокопия предполагает, что в недавнее от него время ничего подобного не происходило, что несовместимо с поздней датировкой «Построек». Также было подтверждено высказанное ранее Э. Штайном мнение о недостоверности информации Феофана Исповедника о мосте через Сангарис. Однако в 1996 году Дж. Эванс, произведя анализ всех существующих теорий, не нашёл оснований отказаться от своей высказанной четверть века назад приверженности поздней датировке. Дополнительные аргументы в пользу поздней датировки привёл автор французского перевода Д. Роке (D. Roques) в 2011. Детальное сравнение двух редакций «Построек» предпринял Ф. Монтинаро, предположивший, что первая была создана в 550/1 году, а вторая около 554 года. Таким образом, в 2013 году Дж. Гретрекс, в очередной раз произведя ревизию аргументов, был вынужден констатировать, что вопрос о датировке «Построек» далёк от окончательного разрешения.

### Связь с другими произведениями
Исследователи обнаруживают текстуальные связи между этим и другими произведениями Прокопия, на основании чего делаются предположения о датировке «Построек». Вполне возможно, что Прокопий работал над планом своего труда во время работы над другим своим произведением, памфлетом «Тайная история» («Anecdota»), датировка которой также представляет сложную проблему. Немецкие историки О. Ве и Б. Рубин обнаружили три отсылки из «Построек» к «Тайной истории» и «Истории войн» (Bell., книги I—VII). Одной из них является описание осады Эдессы персидской армией. Прокопий связывает это событие с легендарным письмом Иисуса Христа к царю Авгарь, в котором городу обещалась вечная защита от варваров. После лакуны неопределённой длины Прокопий пишет «…он старается отнести это к себе, судя по тому, что произошло в моё время и о чём я скажу в последующих книгах». По мнению М. Уитби здесь нет оснований видеть связь с рассказом о наводнении в Эдессе в трактате «О постройках».
Вторым случаем текстуальной взаимосвязи может быть данное Прокопием в «Тайной истории» обещание вернуться позднее к рассказу об устранении последствий разлива реки Скирт в Эдессе («…как мною будет рассказано в дальнейшем повествовании», пер. А. Чекаловой). К этой теме Прокопий обращался во второй книге рассматриваемого труда, хотя возможно также и во второй книге своей «Войны с персами». Такая возможная связь между этими произведениями Прокопия, панегириком и памфлетом, по мнению историка Дж. Эванса, позволяет сделать дополнительные предположения о мировоззрении историка, вынужденного скрывать своё истинное отношение к происходящему. Проблема в данном случае в том, что состояние текста «Тайной истории» позволяет предположить отсылку как к будущим трудам, так и к предыдущим. Отстаивающий теорию более поздней датировки «Построек» М. Уитби придерживается варианта конъектуры с будущим временем (то есть как в русском переводе А. Чекаловой). В противоположном случае, согласно О. Ве и Б. Рубин, имелась бы в виду отсылка к «Войнам» — хотя в сохранившемся тексте рассказа о разливе Скирта нет, он мог быть в лакуне.
Третья связь также не бесспорна. В «Тайной истории», рассказывая о демоническом обыкновении Юстиниана поститься (см. ниже), Прокопий делает замечание, что об этом он уже писал.

## Стиль и метод

### Жанровая принадлежность и предшественники

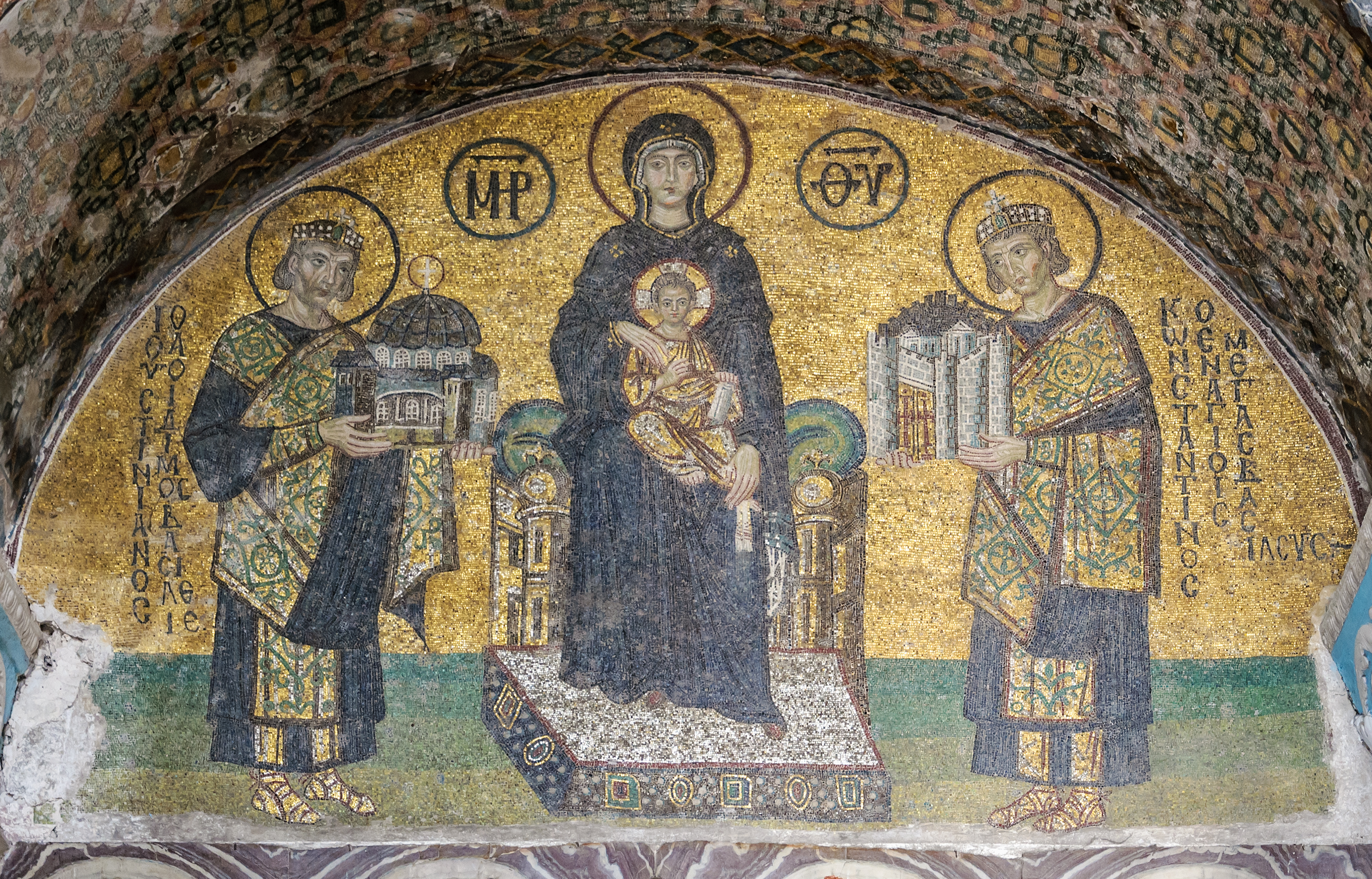
Юстиниан (слева), представляет Богородице и Иисусу построенный им собор Святой Софии в Константинополе. Фреска из собора святой Софии.

Хотя произведение в целом классифицируется как панегирик, многие исследователи отмечают, что в этом качестве эффект произведения оказывается смазанным из-за его явной незаконченности. В царствование Юстиниана I не было создано официального панегирика, поэтому в поисках аналогий исследователи обращаются к другим произведениям, в хвалебном ключе описывающим отдельные достижения этого царствования. Одним из крупнейших свершений Юстиниана стало строительство собора Святой Софии, о котором идёт речь в первой книге «Построек». Собор был восстановлен и переосвящён в 537 году, в 558 году его купол обрушился и храм был вновь освящён на Рождество 562/3 года. Известно три других произведения, связанных с этими событиями. Хронологически первым из них является кондак «На землетрясения и пожары» Романа Сладкопевца, написанный вскоре после разрушения собора в ходе восстания Ника в 532 году. Как и 20 лет спустя Прокопий, Роман считает, что восставшие поднялись не против императора, но против Бога. Для Романа собор Святой Софии является символом императорского престола и власти, что может быть объяснением того, почему Прокопий начал свой трактат именно таким образом. Анонимный кондак на второе переосвящение рассматривает ситуацию с более религиозной точки зрения, согласно которой храм скорее принадлежит Богу, чем императору. В этом произведении Юстиниан упоминается единственный раз, сравниваясь со строителем скинии Моисея Веселеилом. Важные достижения этого времени — изгнание варваров и победа над ересями — связываются с именем Христа, а не Юстиниана. Автор кондака, как и Прокопий, не упоминает об обрушении купола, вместо этого делая акцент на надёжности созданной конструкции. Третье произведение, написанное по тому же случаю, экфрасис Павла Силенциария, было создано по приказу императора, и в нём император и Бог связываются в первых строках. Далее эта связь усиливается указанием на то, что Юстиниан был защищён Богом от опасности, утверждением, что выступление против императора равносильно выступлению против Бога. В конце панегирика к достижениям направляемого Христом царствования были причислены спокойствие в гаванях, покорение рек (в частности, реки Сангариус), распространение царства через океан и низвержение узурпаторов. Обрушение купола в 558 году упоминается, но в том смысле, что нынешняя радость перевешивает прошлое горе. Исследователи обнаруживают многочисленные общие черты в описаниях Прокопия и Павла Силенциария, что указывает существование единой риторической традиции. Таким образом, обнаруживая общие черты со всеми тремя панегириками, рассказ Прокопия в сравнении с ними представляет более «юстинианоцентричную» версию событий.
По мнению Дж. Элснера, в своих «Постройках» Прокопий является продолжателем восходящей к Принципату и далее к античной культуре традиции сопоставления императора с постройками. Стилистическое разнообразие произведений Прокопия, включающее панегирик, памфлет и историю войн напомнило американскому историку культуры тенденцию к смене жанров у авторов Второй софистики, в частности Лукиан Самосатский и Филострат, среди сохранившихся произведений которых нет двух в одном и том же жанре. Такое же смешение жанров можно обнаружить и в «Перипле Понта Евксинского» Арриана, являющегося не только географическим сочинением (периплом), но и частным письмом к императору Адриану с элементами энкомия. Или же в романе «Жизнь Аполлония Тианского», несущего черты художественного произведения, биографии и житийной литературы. Как минимум в первой книге «Построек» Прокопий демонстрирует знакомство с классическими произведениями Гомера, Пиндара и Ксенофонта, а также классическими сюжетами о Фемистокле и Кире Великом. Как представитель жанра похвалы городам, «Постройки» продолжают традицию, первым известным представителем является погребальная речь Перикла и другие представители этого жанра в Древней Греции. Обычно эта похвала приурочивалась к каким-то специальным событиям, например местному празднику или посещению города императором. Распространены были также похвалы в честь отдельных сооружений. Из более близкого к Прокопию времени в этом жанре речи писали Либаний, избравший в качестве адресата Антиохию, в честь Константинополя Гимерий. Следы этого жанра, общие с рассматриваемым трудом Прокопия, исследователи обнаруживают и у других писателей, например у церковного историка Евсевия Кесарийского и у Аммиана Марцеллина. Для царствования предшественника Юстиниана, Анастасия I (491—518) панегирики подобного рода известны за авторством Прокопия Газского и Присциана Кесарийского.
Рассказ о чудесном убранстве собора Святой Софии Дж. Элснер включает в традицию похвалы отдельным произведениям искусства, которая также имеет свою историю и может быть выведена из гомеровского описания щита Ахилла в Илиаде. Такой художественный приём называется экфрасис, и из более позднего времени к нему можно отнести описание построек архитектора Аполлодора из Дамаска, построившего при императоре Траяне мост через Дунай. Применение Прокопием этого метода призвано подчеркнуть превосходство построек и монументальных произведений искусства, созданных при Юстиниане, над созданными ранее. Ещё одним жанром, к которому примыкает произведение Прокопия, является перигесис, своего рода путеводитель, примером которого является «Описание Эллады» Павсания. В рамках этого жанра постройки рассматриваются как достопримечательности и упорядочиваются определённым тематическим образом для подчёркивания специфики определённой местности. В случае Прокопия, вся Византийская империя становится такой «местностью» по отношению к Юстиниану. Также в «Постройках» можно обнаружить признаки и других эпидейктических жанров риторики, описанных в III веке ритором Менандром.
Таким образом, общая оценка «Построек» как произведения панегиристической направленности в настоящее время сохраняется, и предметом дискуссии является место этого произведения среди трудов Прокопия и византийской литературы в целом.

### Описательный метод Прокопия
Главным внешним проявлением стиля и метода произведения является исключительное разнообразие сообщаемых в нём сведений. Прокопий не просто приводит бесконечные перечни укреплений и церквей, но детально их классифицирует. Среди упоминаемых им военных сооружений крепости, бастионы, стены, крепостцы и башни; святилища, мартирии, храмы и соборы среди религиозных сооружений. Пристальное внимание уделяет Прокопий к разнообразию водных сооружений — мостов, цистерн, прочих резервуаров для воды, акведуков, плотин и дамб. Автор рассказывает об обустройстве Юстинианом портов и зернохранилищ, приютов и больниц, фонтанов, улиц и торговых помещений. Прокопий рассказывает как о типовых сооружениях, так и об уникальных, таких как конная статуя Юстиниана на специальной колонне в Константинополе. Следуя эллинистической традиции, сообщая о дальних странах, Прокопий сообщает о них географические, этнографические или исторические подробности. Его исторические сведения могут относиться к довольно отдалённому прошлому, например III—IV века в Армении, или относительно недавнему, как поход на Византию персидского шаха Кавада I в 502 году. Прокопий сообщает о истории самаритян в V—VI веках, истории Птолемаиды и Лептис Магны, христианизации тзанов на Кавказе и берберов в Киренаике, инсигниях армянских сатрапов и об особенностях навигации в Малом Сирте.
Метод описания Прокопием достижений Юстиниана на восточной границе империи на примере его рассказа о восстановлении Антиохии исследовал Г. Дауни (1939). Американский историк считает показательным что, не упоминая о разрушительных землетрясениях 526, 528, 554 и 557 годов, Прокопий вместо этого сосредотачивается на описании мероприятий, последовавших за персидским разрушением города в 540 году, которые давали больше материала для панегирика. Он преувеличивает разрушения, причинённые персами, и совершенно забывает уточнить, что они оставили стены города неповреждёнными. Подобного рода умолчания свойственны всей книге II. Так, например, город Батны описывается как не имеющий стен, хотя, согласно Иешу Стилиту они существовали ещё в 504 году, когда город был захвачен персами, а затем восстановлены при Анастасии. Аналогичным образом Прокопий поступает и в первой книге, приписывая Юстиниану строительство существовавшей уже в 519 году церкви Петра и Павла или создание построенной в конце V века гавани в Халкидоне.
Другим приёмом, позволяющим увеличить количество достижений Юстиниана, который Прокопий использовал также в Тайной истории, было начало счёта правления Юстиниана с восшествия на престол его дяди и предшественника, Юстина I (518—527). Таким образом, например, восстановление стен Эдессы после наводнения 525 года, произошедшее, как нам известно по сообщению Иоанна Малалы, при Юстине, Прокопий приписал Юстиниану. Свидетельство Иешу Стилита также опровергает утверждение Прокопия о том, что «крепостная стена Эдессы и её передовые укрепления за давностью лет оказались по большей части в развалинах». Ещё одним примером этого подхода является рассказ о стенах Мелитены. В некоторых случаях Прокопий, видимо, преуменьшает значимость городов в предшествующие царствования, с тем, чтобы преувеличить значимость изменений, произошедших при Юстиниане; это обнаруживается в сопоставлении с данными других источников. Например, согласно Прокопию, обветшавшие и некачественные стены Константины не обеспечивали достаточной защиты города, однако известно, что этот город был резиденцией дукса Месопотамии и выдержал персидскую осаду в 501/2 году. Аналогичным образом рассказ Прокопия сомнителен относительно Киркесия, бывшего резиденцией дукса Осроены. Вообще, рассуждения о пришедших в негодность стенах являются общим местом в произведении Прокопия.
Таким образом, данные Прокопия не могут быть единственным источником при установлении времени появления тех или иных сооружений. Более того, необходимо учитывать возможность возникновения цепи ложных умозаключений, когда из утверждения о принадлежности к эпохе Юстиниана некой постройки будет выводиться принадлежность для другой постройки того же типа.

### Отношение к Юстиниану
Длительное время в византийской историографии преобладало критическое отношение к данному произведению Прокопия. Французский византинист Ш. Диль в 1901 году видел в нём, помимо перечисления сооружений периода правления Юстиниана только «самый безусловный и самый плоский панегирик». Значение произведения рассматривалось в контексте проблематики мировоззрения античного историка, поскольку было сложно соотнести его с совершенно другой по интонации «Тайной историей». И если Дж. Бьюри, вслед за Э. Гиббоном объясняли количество расточаемой Прокопием лести скрытой иронией, то Ш. Диль считал выраженное в трактате подобострастие совершенно чрезмерным. В 1971 году З. В. Удальцова охарактеризовала произведения Прокопия, и в первую очередь его трактат «О постройках» как «этно-географическую энциклопедию VI века», содержащие сведения, «выдержавшие самую строгую проверку на точность». Тон произведения, тем не менее, советский историк назвала неумеренно хвалебным. В 1998 году вопрос об интонации Прокопия по отношению к Юстиниану в очередной раз был пересмотрен — американский историк Ф. Руссо (Ph. Rousseau) нашёл применяемые Прокопием эпитеты настолько гиперболизированными, что «Постройки» можно счесть не менее оскорбительными, чем «Тайную историю».
В противоположность «Тайной истории», где Юстиниан описывался как демон, в «Постройках» Прокопий высказывается о близости императора к Богу. Тут автор следует уже сложившейся тенденции изображения христианского правителя как особого представителя Бога на земле, скорее сверхъестественного существа, чем человека. Соблюдение поста, которое в «Тайной истории» показывается как демоническая черта (поскольку всё непотраченное на приём пищи время Юстиниан якобы тратил на вред римлянам и разрушение государства), становится в «Постройках» признаком святости. Прокопий рассказывает историю чудесного избавления Юстиниана от ревматизма, вызванного умерщвлением плоти, с помощью внезапного истечения елея из останков 40 мучеников, обнаруженных при строительстве церкви Святой Ирины. В другой раз тяжелобольного императора спасли явившиеся ему в видении святые Косма и Дамиан, в честь которых он потом построил храм. Наконец, при строительстве церкви Апостолов были обнаружены тела апостолов Андрея, Луки и Тимофея. Вследствие почёта, оказанного их останкам императором, святые или своё благоволение к людям. Благочестие императора подчёркивается и перечислением церковных построек. Их «неисчислимость» является художественным приёмом, вызывающим в памяти образованного читателя «Деяния божественного Августа», оканчивающихся именно этим словом. Божественная помощь сопутствовала Юстиниану и в его светских начинаниях, как это было, согласно Прокопию, при проектировании системы защиты от затоплений, построенной для Дары. Перемещение фокуса повествования с церковных построек в столице в первой книге к военным укреплениям на восточной границе во второй призвано подчеркнуть роль императора как защитника всего христианского мира. В этой же книге показывается власть императора над силами природы, его способность обуздать наводнения. В пятой книге вновь возникает тема божественного вмешательства, когда в связи с трудностями снабжения камнем строительства Новой церкви в Иерусалиме чудесным образом поблизости обнаруживается месторождение подходящего камня.
По мнению А. Кэмерон, духовный и светский взгляды на деятельность Юстиниана являются взаимодополняющими у Прокопия и подчёркивают уникальность положения императора, и нет оснований считать, что в «Постройках» не выражались собственные взгляды автора только потому, что они отличаются от высказанных в другом произведении. Дж. Элснер видит в описанной Прокопием строительной программе Юстиниана «приручение языческой или варварской природы внедрением в неё христианской культуры» и, более того, «икону» и образец для подражания будущим императорам.

### Мировоззренческие вопросы
Важным аспектом композиции произведения является выраженное в нём отношение к христианству. Оно выражается в «Постройках» достаточно последовательно и не столь скептически, как в некоторых частях «Войн» — что не удивительно для произведения, созданного по императорскому заказу. С самого начала Прокопий склоняется к религиозной трактовке описываемых им событий и явлений. В книге I он говорит о причинах восстания Ника, «что не против одного только императора, но в своем беззаконии они подняли руки и против бога, они дерзнули сжечь и церковь христианскую» — в отличие от светской версии событий, приведённой в «Войнах» (где ответственность возлагается на партии ипподрома) и «Тайной истории» (где автор видит причину в сенаторской оппозиции). В этом Прокопий близок к хронике Иоанна Малалы, которая считается вполне официозным источником. Вообще, различие в оценках одних и тех же явлений в «Тайной истории» и «Постройках» достаточно распространено. Если в «Тайной истории» проститутки были насильно согнаны в «монастырь Раскаяния», в результате чего некоторые из них, не выдержав такой перемены в образе жизни, бросились в море, то согласно «Постройкам» основанное Юстинианом и Феодорой учреждение дало возможность бывшим блудницам «заниматься делами благочестия и служением богу». Далее Прокопий последовательно придерживается христианской точки зрения. Он считает благочестие Юстиниана более важным для решения инженерных проблем при реконструкции Дары, чем мастерство архитекторов Анфимия из Тралл и Исидора Милетского. В связи с чудесным обнаружением месторождения мрамора, в книге V Прокопий говорит, что «ведь мы, измеряя все человеческими силами, многое считаем невыполнимым, для Бога же из всего этого нет ничего невыполнимого или невозможного». В этой же книге Прокопий излагает христианскую точку зрения на конфликт с осквернившими алтарь самаритянами при императоре Зеноне, сопровождая изложение цитатой из Евангелия от Иоанна. В «Тайной истории» он также обращается к тем же событиям, немного смещая акцент, указывая, что глупо терпеть страдания из-за «бессмысленного учения» и лучше формально перейти в христианство. Хорошо заметно поверхностное знакомство автора с христианской терминологией. Так, происхождение прозвища апостола Иоанна Богослова он объясняет тем, что «относительно божества им все изложено лучше, чем это двойственно человеческой природе». В то же время, упоминая про святую Анну, «которую некоторые считают матерью Богородицы и мамкою Христа», Прокопий демонстрирует знакомство с христианскими апокрифами — как минимум, с Протоевангелием Иакова.
В целом, на материале «Построек» сложно сделать выводы о собственных религиозных взглядах Прокопия. Если «Войны» интересны с точки зрения сопоставления языческих и христианских мотивов в его произведениях, понимания концепции Тюхе и т. д., то «Постройки» в этом отношении существенно менее информативны.

## Содержание
Одной из важных проблем изучения Поздней Античности является вопрос о непрерывности существования городов. Значительное внимание уделяется изучению трансформации античного города в средневековый, со второй половины XX века проводятся обширные археологические исследования в этом направлении. Ценным дополнением этих работ является сопоставление археологических данных с письменными, и в этом отношении важнейшим и уникальным источником является трактат Прокопия Кесарийского «О постройках». «Постройки» являются собранием ценнейшей информации о строительной активности в районе Средиземного моря в VI веке. Некоторые из городов, упомянутых в трактате, известны только из него. Ни один документ подобного рода до наших дней не дошёл.
Хотя важность произведения как источника для археологических исследований всегда признавалась, а ещё в 1972 году Джеймс Эванс называл «О постройках» источником, «дающим полный и замечательно точный отчёт о строительной программе Юстиниана», только в последние годы началось его критическое изучение. Современные исследователи выявили значительное количество неточностей, связанных с приписыванием Юстиниану строительных проектов, выполненных при Юстине I и даже Анастасии, а также необъяснимых и удивительных умолчаний.

### Структура произведения

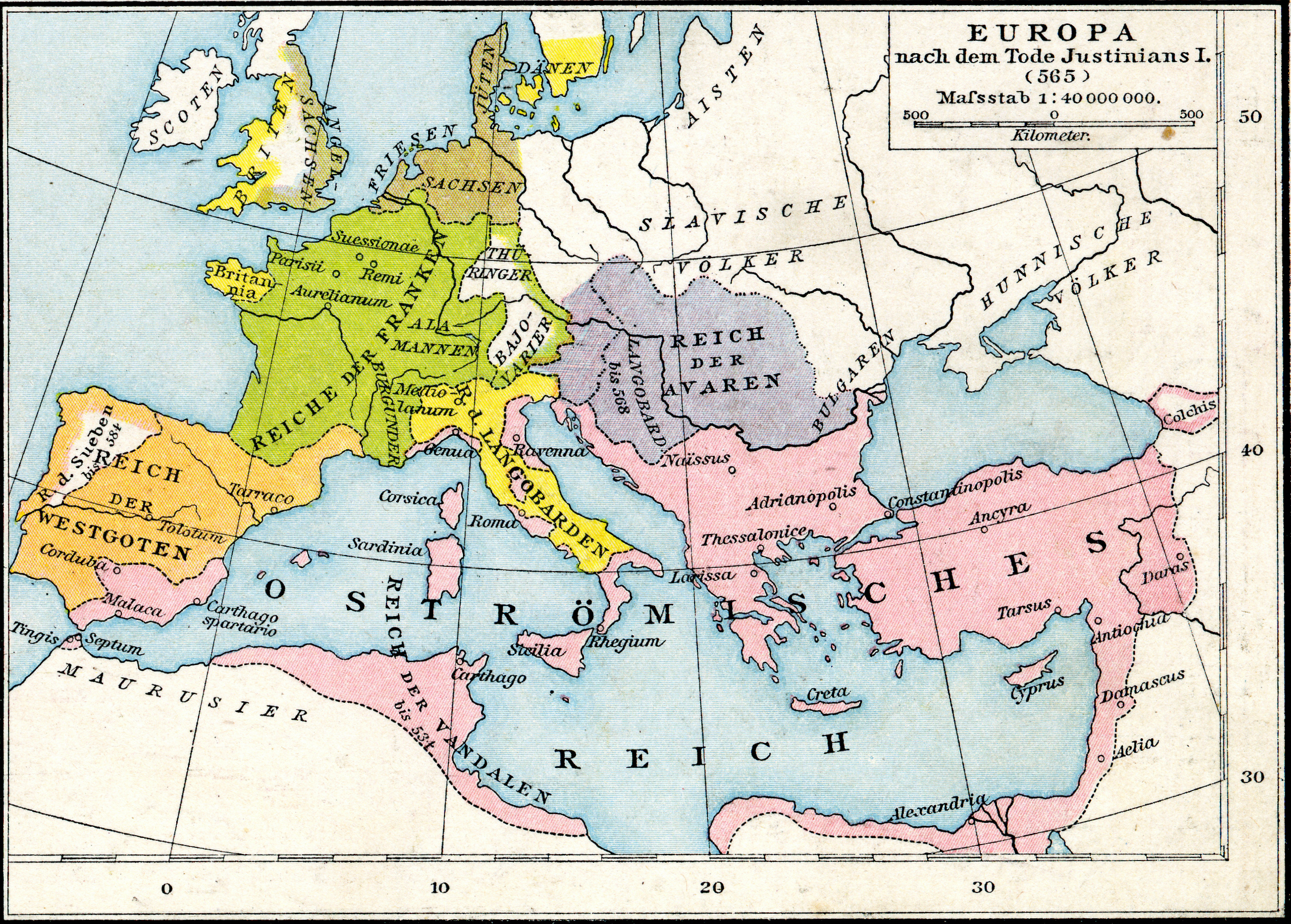
Византийская империя в 565 году.

Состоящий из шести книг трактат начинается с риторического вступления, captatio benevolentiae. Автор вначале автор говорит о необходимости исторической науки, затем прославляет императора Юстиниана, ставя его выше древних правителей Фемистокла и Кира; Прокопий также характеризует императора как завоевателя и законодателя. Содержательная часть начинается с описания столицы империи, Константинополя, церковным постройкам которого преимущественно посвящена книга I. Далее рассматриваются во второй книге укрепления Месопотамии и Армении в третьей. В четвёртой книге перечисляются крепости и другие военные сооружения Балканского полуострова (книга IV). В пятой книге автор обращается к построенным и восстановленным зданиям Малой Азии и Палестины. Шестая книга посвящена Египту, Киренаики, Триполитании и других провинций византийской Африки. Изложение в каждой книге строится вокруг главных городов соответствующего региона: Константинополя (I), Дары (II), Мартирополя и Феодосиополя (III), Юстиниана Прима (IV), Иерусалим (V), Лептис Магна (VI). Такой порядок изложения сведений соответствует традиционной схеме, принятой у античных географов — Гекатея, Псевдо-Скилака, Страбона и других — с востока на запад и с севера на юг.
По высказанному в 1947 мнению Г. Дауни, в дошедшем до нас виде произведение не является законченным. Об этом свидетельствует отсутствие рассказа о постройках в Италии, несмотря на то, что её завоевание упоминается автором. По предположению Дауни подтверждением незаконченности является композиция последних книг — обещание, данное Прокопием в начале книги V рассказать об «остальной Азии и Ливии» оказывается выполненным только в VI книге. Из этого историк делает вывод, что изначально шестая книга была частью пятой, что подтверждает и краткость этих книг, только в сумме достигающих объёма книг I, II и IV. Наконец, в отличие от остальных книг, книга VI не содержит ссылок на предыдущую и не начинается с краткого указания на важность рассмотренного в ней региона. Ещё одной возможностью оценить степень законченности произведения является анализ тщательности его редактирования. С этой целью Г. Дауни рассмотрел три длинных списка построек (в разделах IV.IV, IV.XI и V.IX). По мнению исследователя, первые два были построены на основе данных правительственных архивов, к которым Прокопий имел доступ, а третий мог также основываться на официальном источнике или же личных записках автора. Первый список более тщательно обработан, чем второй. В нём проводится чёткое разделение между построенными новыми укреплениями и восстановленными. Во втором списке этого не сделано, но это может отражать разность в качестве источников, которыми пользовался Прокопий. при этом ожидается, что в процессе вычитки автор должен был устранить дубликаты и варваризмы, приведя именование крепостей к принятым в официальных грекоязычных документах. Тем не менее во втором списке можно обнаружить три географических названия, с большой вероятностью относящихся к одному и тому же месту. Третий список также содержит признаки отсутствия тщательной обработки, поскольку несмотря на то, что посвящён Финикии, содержит позиции, относящиеся к Сирии. Повтор практически идентичного текста о стенах Халкиды может быть либо ошибкой переписчика, как считал издатель текста Я. Хаури, либо относиться к двум разным городам с похожими названиями (Chalcis ad Belum в Сирии и Халкида в Ливане, близ современного города Маждал Анжар) или же быть следом незавершённой редакторской работы, когда автор не смог окончательно решить, в каком месте упоминание о стенах Халкиды будет уместнее. Из этих альтернатив вторая менее вероятна, поскольку во времена Прокопия ливанская Халкида уже несколько столетий находилась в безвестности, а для сирийской Халкиды известна надпись 550 года, касающаяся перестройки стен.
C предположением о незаконченности произведения в 1985 году согласилась А. Кэмерон. Английская исследовательница отмечает не только отсутствие информации об Италии, но и качественное изменение текста в IV и V книгах, состоящих преимущественно из списков. Она отвергла предположение немецкого историка Б. Рубина (1954), считавшего, что отсутствие информации об Италии вызвано тем, что её наличие мало бы способствовало славе Велизария — Кэмерон полагает, что произведение было адресовано непосредственно императору и прославляло именно достижения Юстиниана.

### Книга I: Константинополь
Первая книга «Построек» посвящена прежде всего церковным постройкам Константинополя. По у мнению историков, она является наиболее законченной в литературном отношении. В ней Юстиниан I предстаёт как образец христианского правителя, украсившего свою столицу великолепными сооружениями. В этом контексте данная книга является основным объектом исследования вопроса о том, насколько произведение в целом является панегириком. Современные исследователи рассматривают с разных точек зрения текст книги I «Построек». О важности различных аспектов истории собора Святой Софии для вопроса о датировке произведения сказано выше . Также изучалось употребление Прокопием некоторых слов и нюансы вкладываемого в них значения — исследователи пытаются обнаружить в них скрытую иронию и указание на истинное отношение Прокопия к императору.
Внимание исследователей привлекли несколько художественных образов, использованных Прокопием в этой книге. Так, описывая знаменитую конную статую императора, установленную на вершине колонны, Прокопий пишет, что на статую «надет панцирь, как в героические времена; голову ему покрывает шлем, дающий представление, что он движется: такой блеск, как будто молния, исходит от него. Если бы говорить языком поэзии, то это сияет осенняя звезда». Учитывая упоминание Ахиллеса выше, и тот факт, что для классически образованного человека в VI веке указание на поэтическую аллюзию преимущественно означало ссылку на Гомера, то в данном случае имеется в виду место из Илиады, где древний герой сравнивается со звездой, «что под осень с лучами огнистыми всходит». Однако далее эта звезда оказывается грозным знамением — «злые она огневицы наносит смертным несчастным». В этой же книге Прокопий сравнивает с двумя выдающимися правителями древности — Фемистоклом и Киром Великим. При этом о первом из них от Плутарха известно, что он был темного и варварского происхождения, а второй представлял государство, издревле враждебное античной цивилизации. Эти же темы — сомнительность происхождения Юстиниана и его враждебность государству ромеев, являются основными в «Тайной истории». Таким образом, по мнению А. Калделлиса, в «Постройках» обнаруживается скрытая оппозиционность автора.

### Книга II: Месопотамия

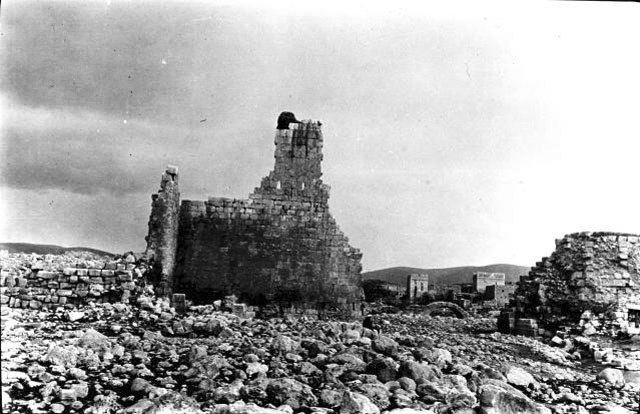
Южные водяные ворота Дары с остатками башни. Фотография сделана Гертрудой Белл в 1911 году.

Значительная часть второй книги «Построек» посвящена деятельности Юстиниана по развитию крепости Дара. Она была построена на месте небольшой деревни после неудачной войны с Персией 502—506 годов в качестве базы для будущих операций против государства Сасанидов. Имея хорошие источники водоснабжения и удачно расположенная, крепость обладала преимуществами по сравнению с более старой крепостью Амиды. Первоначальные укрепления были возведены в 505—507 годах при императоре Анастасии, давшем городу своё имя и сделавшем его резиденцией дукса Месопотамии. Дальнейшие события подтвердили правильность выбора места и надёжность укреплений крепости. Дара была осаждена в ходе первой войны Юстиниана с персами, затем здесь была одержана первая победа над персами Велизария в 530 году. В следующую войну (539—544), когда в 540 году пала Антиохия, только Дара смогла выдержать персидскую осаду. Крепость была реконструирована при Юстиниане, и первый раз пала только в 573 году. Благодаря значению крепости, её история известна из многочисленных источников. Свидетельства очевидца содержатся в «Войнах» самого Прокопия, полезными источниками являются произведения Иешу Стилита, Захарии Митиленского, Иоанна Малалы и других. В «Постройках» рассказ Прокопия о Даре очень подробен и уступает по размеру только рассказу о Константинополе. Видимо, он является модельным с точки зрения описания достижений Юстиниана в части обеспечения безопасности империи. Схема изложения в этом разделе достаточно типична для произведения в целом: краткий обзор истории возникновения крепости, описываются укрепления, средства водоснабжения, общественные сооружения и храмы.
Проверка сообщаемых Прокопием сведений о Даре проводилась как в сопоставлении с другими источниками, так и с археологическими данными. Прежде всего вызывают сомнения утверждения Прокопия о постройке Юстинианом в городе казарм и двух церквей («большой церкви» и храма во имя апостола Варфоломея) — странно, что казармы не были построены ранее, учитывая военное значение крепости, а о том, что указанные храмы построены ещё при Анастасии, известно из других источников. Рассказ Прокопия о стенах крепости также сомнителен. Утверждая, что доставшиеся Юстиниану стены были слишком низки и потому недостаточны для защиты, а многие из башен сильно повреждены, Прокопий противоречит свидетельству Иешу Стилита о том, что крепость вскоре после постройки достойно выдержала осаду персами. Также, в своём собственном рассказе о событиях 530 года Прокопий не даёт указаний на то, что стены Дары были ненадёжны. Прокопий описывает следующим образом произведённые Юстинианом улучшения стен: «Над ними по всему кругу он выстроил стену в тридцать футов высотой; в толщину же он положил её не во весь размер, боясь причинить всему сооружению непоправимый вред, если фундамент будет чересчур отягощен излишней тяжестью надстройки: он охватил этот этаж каменным сооружением, кругом по всей стене он выстроил галерею, а над галереей воздвиг стенные зубцы, так что стена имела всюду два перекрытия, а в башнях было даже три места, откуда защитники стен отражали нападавших на них». В дальнейшем Прокопий не возвращался в эти места, и его рассказ об осаде Дары в 540 году, приведённый в «Войне с персами», основывается на информации, полученной от кого-то другого. Там он сообщает, что «город был обнесён двумя стенами, из которых одна, внутренняя, была больших размеров и представляла собой поистине замечательное зрелище (каждая её башня поднималась вверх на сто футов, а остальная стена была высотой в шестьдесят футов; внешняя стена была намного меньше, но всё же крепкая и достаточно внушительная)». Таким образом, эти улучшения были произведены в 530-х годах.
Со времени арабского завоевания крепость пришла в запустение, на её месте находилась небольшая деревня, редко посещаемая европейскими исследователями. Укрепления постепенно разрушались, и к настоящему времени они находятся в худшем состоянии, чем они запечатлены на фотографиях посетивших эти места в 1911 году английской путешественницы Гертруды Белл. Состояние развалин в 1983 году проанализировали Б. Кроук (B. Croke) и Дж. Кроу (J. Crow) на основе проведённых полевых исследований. Они смогли идентифицировать останки нескольких башен и водяных ворот, выделив у них два типа каменной кладки — типа A из более качественного камня и, видимо, появившейся в результате ремонтных работ кладки типа B. Соответственно этому исследователи предположили существование двух фаз процесса возведения укреплений, которые, в отсутствие дополнительных археологических и эпиграфических свидетельств, были отнесены, соответственно, к правлению Анастасия и Юстиниана. Хотя, в силу плохого состояния укреплений, некоторые утверждения Прокопия уже невозможно проверить, исследователи выявили ряд случаев неточного описания, преувеличения достижений Юстиниана и замалчивания достижений времён Анастасия. К последним, по их мнению, следовало бы отнести огромную «башню Геркулеса», доминировавшую над крепостью даже в 573 году. Также историками был произведён анализ данных Прокопия о сделанных в Даре улучшениях в части водоснабжения. Эта часть «Построек» связана с обнаружением в черте города подземной реки, внезапно появившейся и разрушившей части стены. Существуют письменные свидетельства того, что такая река была известна в Даре ещё при Анастасии, а данные наблюдений не подтверждают версию Прокопия.

### Книга III: Армения и Крым
Описывая в книге III достижения Юстиниана в Крыму, Прокопий упомянул о четырёх пунктах (Херсонесе, Боспоре, Алусте и Горзубитах), а также о некоей готской стране Дори. Исследователи раннего средневековья Крыма неоднократно обращались к вопросу о локализации этой области, пытаясь по кратким указаниям Прокопия найти её местоположение на полуострове. Высказывались разные точки зрения, однако в конечном счёте возобладало мнение о том, что Дори находилась в юго-западной части Крыма, в Крымском нагорье, на месте Мангупа и в его окрестностях, занимая довольно значительную территорию. Впоследствии на этой территории появилось княжество Феодоро, а в церковном отношении — Готская епархия. Для установления территории, занимаемой готами в Крыму очень существенно упоминание Прокопием так называемых «длинных стен»: «Так как казалось, что их местность легко доступна для нападения врагов, то император укрепил все места, где можно врагам вступить, длинными стенами и таким образом отстранил от готов беспокойство о вторжении в их страну врагов.». Проводившиеся в 1950-х годах Институтом Археологии АН УССР исследования не были завершены и с тех пор вопрос остался открытым. Вопрос о том, от кого должны были защищать готов эти стены также не решён окончательно. Возможно, это были потомки тавров, оттеснённые на север полуострова. Относительно достоверности сообщённой в этой части информации высказывались разные точки зрения и, вероятно, в данном случае Прокопий заслуживает доверия лишь в том смысле, что в его сообщениях нет надуманных подробностей или преднамеренных фальсификаций. Однако, в силу ограниченной осведомлённости автора, его сведения не точны. Вероятно, Прокопий не знал хорошо ни северного, ни восточного побережья Чёрного моря, а его рассказ об обычаях народа Дори напоминает соответствующее место из сочинения Тацита «О происхождении германцев».

### Книга IV: Балканы и Греция

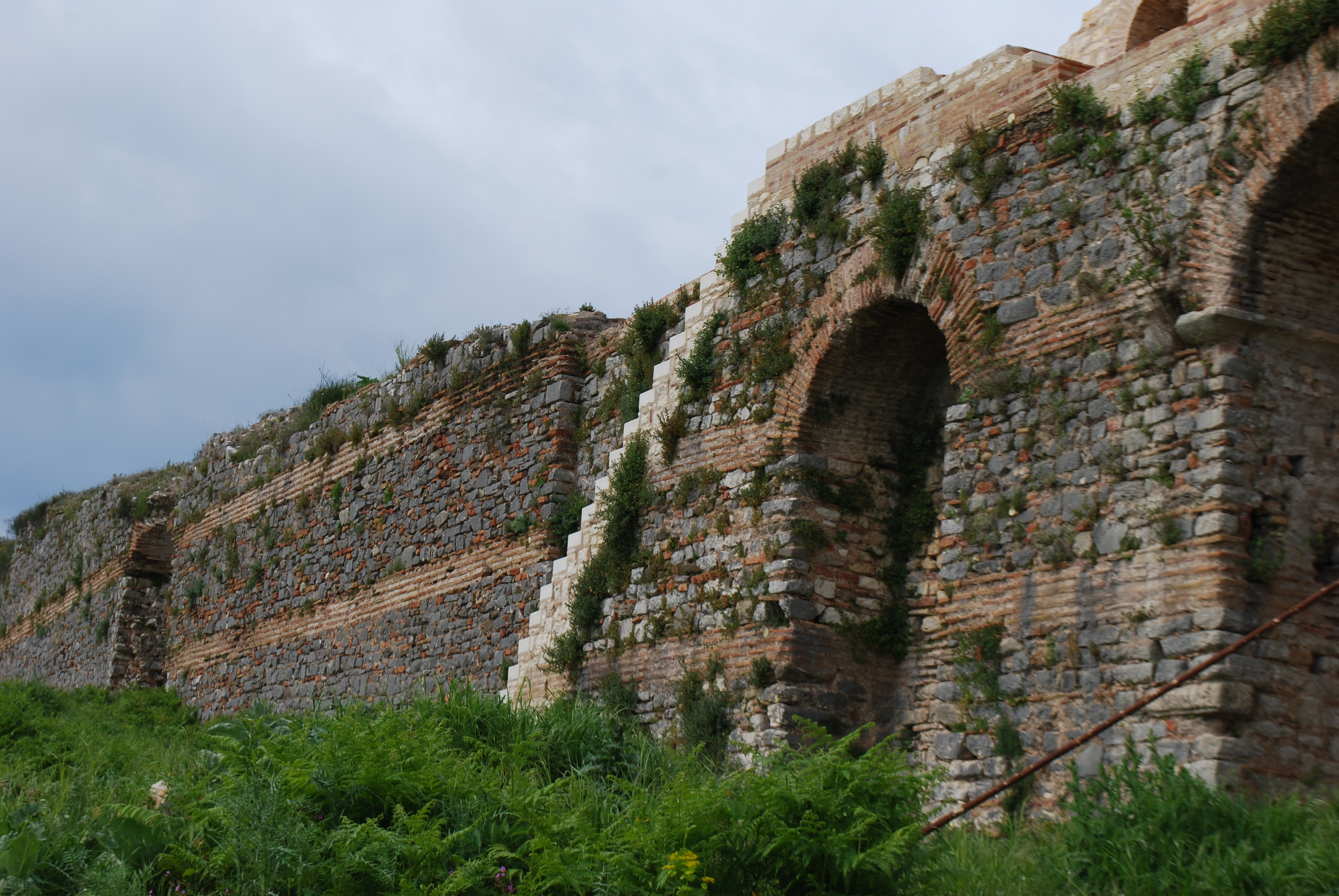
Значительные укрепления сохранились с Юстинианова времени в Никополе. Однако они не упоминаются у Прокопия и, возможно, были построены в предыдущие царствования.

В посвящённой деятельности Юстиниана на Балканах IV книге «Построек» перечисляется более 600 мест, где были построены или восстановлены укрепления; из них надёжно идентифицирована только небольшая часть. По мнению Э. Гиббона, «они большей частью состояли из каменных или кирпичных башен, которые возвышались посреди квадратной или кругообразной площадки, окружённой стеной или рвом, и служили в минуту опасности убежищем для крестьян и для рогатого скота из соседних деревень». В связи со скудостью археологических данных оценка Э. Гиббона считается в целом верной. Раскопки болгарских археологов, начиная с И. Велкова в 1930-х годах, позволили произвести переоценку этих представлений, выявив крепости в таких крупных деревнях, как Садовско кале. Рассказ Прокопия о деятельности Юстиниана в Греции является частью IV книги и он не очень подробен. Вначале он сообщает о Фракии, в Эпире упоминает перестройку Никополя, восстановление Фотики и Фойники и постройку не названного по имени города, куда переселил жителей Эвройи; этот последний город обычно отождествляют с Яниной. После Эпира Прокопий переходит к Этолии и Акарнании, но не сообщает ничего конкретного о постройках в этом регионе. Следующий затем рассказ о Фермопилах достаточно подробен. После этого Прокопий сообщает о делах в центральной Греции и на Пелопоннесе. Там укрепления уже давно, согласно историку, пришли в упадок, но Юстиниан восстановил стены всех городов. В этой связи Прокопий называет Коринф, Афины и Платеи. Для защиты всех городов полуострова был укреплён весь Коринфский перешеек и, возможно поэтому, Прокопий не сообщает более ничего о городах Пелопоннесса. После этого дальнейший обзор идёт вдоль восточного побережья полуострова, более подробно останавливаясь на Фессалии, к которой он ошибочно причисляет Диоклетианополь. Упоминается реконструкция укреплений Эхинея, Фив, Фарсал, Деметриаса и других. После повествования Прокопия об Эвбее следует лакуна неопределённой длины, после чего текст возобновляется рассказом об Македонии. Не известно, сколько тут утрачено текста, но о Македонии сообщается мало — упоминается о Долгой стене через полуостров Паллена, перестройке города Кассандрия и постройке крепости в устье реки Аксиос.

Балканы в VI веке.

Значительную проблему представляет анализ списков географических названий, приводимых Прокопием в IV книге. Так, например, для Македонии приводится список из 46 наименований, из которых только несколько удалось относительно надёжно идентифицировать. Относительно шести из них предположение сделал в 1974 году английский археолог М. Викерс, рассматривая проблему времени основания Фессалоник — на основании всех прочих письменных источников и археологических данных Фессалоники были основаны на месте города Термы, однако это название упоминается в списке крепостей, укреплённых в Македонии при Юстиниане. Согласно одной из точек зрения, данные Прокопия в этом случае противоречат остальным источникам, так как если бы Термы были расположены рядом с Фессалониками, то в их укреплении не было бы никакого смысла. В предположении, что крепости в списке географически упорядочены, М. Викерс делает вывод о том, что Термы Прокопия находились к западу от города Кавала, расположенного в 165 км от Фессалоник. В ряде случаев были предприняты усилия по проверке достоверности сообщённых Прокопием сведений. Наиболее изученными из сведений Прокопия о Греции являются его два фрагмента об укреплениях Фермопил и Коринфского перешейка. В этой части Прокопий сообщает о мудрой предусмотрительности Юстиниана, который не только возвёл стены, но и, не полагаясь на случай, построил крепости. Однако, при всей подробности этих сведений, они содержат мало точных топографической информации, и относительно надёжно можно локализовать восстановленные стены Коринфа и Гексамилиона. До раскопок, выполненных в 1930-х годах С. Маринатосом господствовало скептическое отношение к топографической информации Прокопия о регионе Фермопил, основанное на ошибочных представлениях путешественников XIX века. В это время были выявлены постройки, датированные правлением Юстиниана, однако в ряде случаев позднее такая датировка была опровергнута или поставлена под сомнение (например, стены Эхинея и Никополя). Несмотря на интенсивные раскопки в районе Фермопил и Гексамилиона, в том числе с применением методов радиоуглеродного анализа, подтвердили, что очень часто Прокопий приписывал Юстиниану достижения, совершённые в предыдущие царствования. Примечательным обстоятельством, не нашедшим к настоящему времени объяснения, является полное отсутствие упоминаний в Греции религиозных построек, при том, что известно, что они в правление Юстиниана здесь создавались и были достойны упоминания как, например, огромная базилика Леонида близ Коринфа.
Рассказ Прокопия о Греции исследовался также в сопоставлении с высказываниями самого Прокопия в его других произведениях, а также с данными других авторов. Фермопилы упоминаются Прокопием в «Тайной истории» в связи с рассказом о реорганизации обороны Пелопоннеса, когда вместо местных крестьян охранять стены было поручено 2000 солдатам, содержание которых было установлено из средств, собираемых с населения на общественные зрелища, из-за чего «во всей остальной Элладе, и даже в Афинах не обновлялись общественные постройки и невозможно было осуществить никаких иных добрых дел». В этой же главе Прокопий обвиняет Юстиниана в подобном отношении ко всей остальной империи, в которой «никто не мог больше позаботиться об общественном строительстве, и не горели больше в городах общественные светильники». Археологически утверждение Прокопия о закрытии театров сложно проверить, а одна из новелл начального периода правления Юстиниана наоборот, поощряла организацию представлений. Также известны сотни построенных при Юстиниане в Греции церквей и общественных сооружений, хотя источники финансирования этого строительства не известны. Восстановление стен Коринфа упоминается у другого историка VI века, Иоанна Малалы, и связывается с ликвидацией последствий разрушительного землетрясения 521/2 года, то есть произошедшего ещё при Юстине I; в то же царствование историк относит и восстановление стен. Однако «Тайная история» называет причиной этого и других землетрясений, равно как и Юстиниановой чумы, демоническую природу Юстиниана. Наконец, известны надписи, выбитые на камнях Гексамилиона, прославляющие Юстиниана.

### Книга V: Малая Азия и Палестина

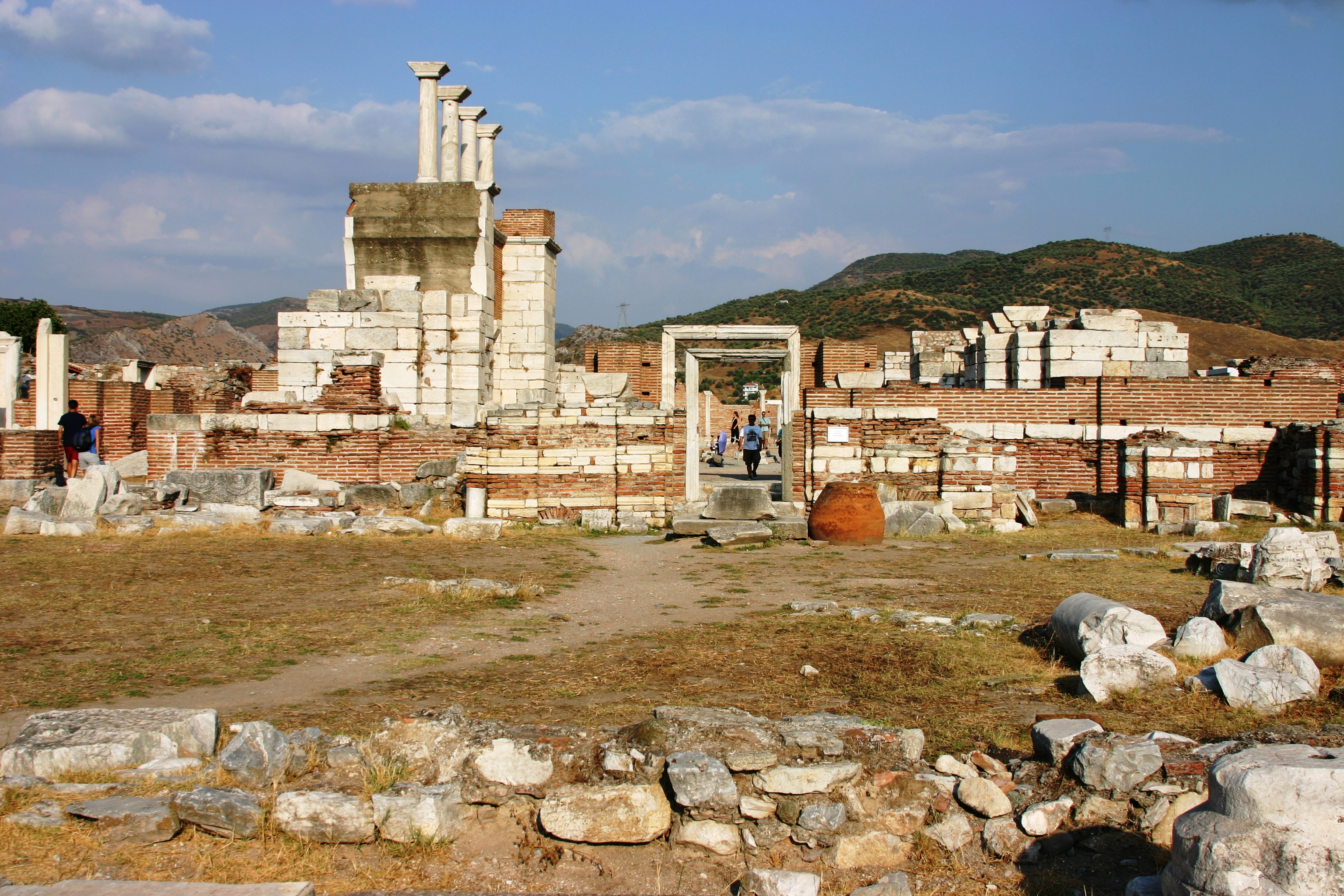
Развалины базилики Иоанна Богослова в Эфесе.

Различные части Малой Азии рассматриваются в книгах II, III и V. Первые две из них касаются восточных границ этой части империи, а в V книге рассматриваются её основные достопримечательности. После краткого упоминания о базилике в честь апостола Иоанна Богослова в Эфесе, Прокопий переходит к примечательным зерновым складам, построенным по приказу Юстиниана на острове Тенедос. Расположенный в 15 км к югу от выхода из пролива Дарданеллы, этот остров находился на пути морских караванов из Египта, возивших в Константинополь пшеницу. Постройка амбаров «шириной в девяносто, длиной в двести восемьдесят футов, несказанной высоты» дала возможность кораблям, в случае сильного встречного ветра, разгрузиться в удобной гавани острова, и приобрести товары для обратного маршрута. Раскопки с целью поиска этого амбара на острове не проводились, но имеющаяся информация возможности его существования не противоречит. Известно, что Юстиниан придавал большое значение снабжению зерном столицы, этому был посвящён его эдикт 538/539 года. С другой стороны, известны построенные при императоре Адриане около 131 года два амбара сходного размера и назначения в ликийских городах Патара и Андриаке. Если амбар на Тенедосе имел высоту, примерно соответствующую высоте ликийских амбаров, то она составляла около 10 метров. Далее в пятой книге Прокопий рассказывает о городах, лежащих на паломническом пути в через Малую Азию, начинавшегося в Константинополе и шедшего через Босфор, Халкидон, Никомедию, Никею, Анкиру, через всю Каппадокию, её через Киликийские ворота в Киликию, Сирию и Палестину. Для понимания, почему перечисление Прокопия в «Постройках» начинается с Еленополя в Вифинии следует учитывать данные «Тайная история», в которой Прокопий обвиняет Юстиниана в том, что тот разрушил всю систему общественных дорог, и от Халкидона до Дакивизы можно было добраться только морем. Византийская дорога между Еленополем и Никеей была обнаружена современными исследователями и в этой части данные Прокопия о реке Дракон и двух мостах через неё оказались достаточно точными. Среди дальнейшего перечисления обычных в данном труде похвал, представляет интерес упоминание реки Сиберис и городка Сикеи. До конца XX века положение этого населённого пункта, связанного с жизнью и деятельность святого Феодора Сикеота, не было известно. Окончательно этот вопрос был решён в ходе исследований 1996 и 2001 годов, когда были постройки, известные по описанию Прокопия и из жития Феодора. С описываемым в этой же книге мостом через Сангарис, помимо изложенной выше проблемы датировки «Построек», связано несколько проблем технического характера. Во-первых, в настоящее время мост находится почти в 4 км от реки Сангарис, пересекая её незначительный приток, в византийское время называвшийся Мелас. Во-вторых конструкция волноломов моста отличается от того, как это делалось для других известных римских мостов. Несмотря на то, что река протекает с юга на север, волноломы всех шести пирсов на юг скруглены, а на север заострены. Для объяснения этого выдвигалась теория, что Юстиниан собирался реализовать план Плиния Младшего по соединению озера Сапанджа с Никомедийским заливом путём изменения русла Сангариса. Однако такой проект был бы бессмыслен как с экономической, так и с географической точки зрения, поскольку данный способ не был бы оптимальным. По мнению М. Уитби, конструкцию волнорезов вполне можно объяснить особенностями русла реки.
Три последние главы пятой книги «Построек» занимает рассказ о достижениях Юстиниана в Палестине. Он содержит перечисление в разной степени детальности 22 проектов по обустройству монастырей, церквей, стен, благотворительных учреждений и колодцев. Вероятно, этот перечень составлен на основе официальных данных префектуры претория, полученных в 550-х годах. В нём приведены такие крупные достижения, как постройка стены в Тивериаде, так и совершенно незначительные. Важнейшая реконструкция базилики Рождества Христова не упомянута — возможно потому, что она произошла либо до, либо после завершения работы над произведением. Самые подробные отчёты Прокопием приводятся для Новой церкви в Иерусалиме, церкви на горе Гаризим и монастыре на горе Синай. Первым среди палестинских памятников Прокопий описывает посвящённую Богоматери Новую церковь. Этот рассказ может быть сопоставлен с близким по времени описанием Кирилла Скифопольского, чьим героем является монах Савва Освященный. По его инициативе при императоре Анастасии строительство храма началось, но оставалось незавершённым к 531 году, когда 93-летний Савва отправился ко двору с различными финансовыми просьбами от своей церковной провинции. Миссия Саввы была успешна и, в частности, были выделены средства на завершение строительства церкви. Согласно Кириллу, освящение произошло 12 лет спустя, в 543 году. Подробно описав обстоятельства строительства, Кирилл не уделяет значительного внимания красоте храма, отмечая только, что он великолепен, и каждый сам может это видеть своими глазами. В противоположность ему, Прокопий не пишет о раннем этапе строительства и среди участников строительства называет по имени только Юстиниана, и в деталях сообщает нюансы его конструкции. Долгое время расположение Новой церкви было не известно; её руины были обнаружены в середине 1970-х годов в Еврейском квартале Иерусалима. В результате удалось подтвердить ряд утверждений Прокопия, в частности о камнях необычно большого размера, положенных в основание храма — средний вес одного каменного блока оценивается в 4 тонны, а некоторые из них достигают 8.5 тонн при длине свыше 2 метров. Это очень значительный размер, хотя в стенах Храмовой горы периода Второго храма встречаются и гораздо большие блоки. Далее Прокопий пишет о трудностях, с которыми пришлось столкнуться строителям при транспортировке таких огромных камней. Непосредственно следов специально сделанной дороги археологам обнаружить не удалось но, по предположению Н. Авигада, именно в VI веке была завершена соответствующая часть главной улицы Иерусалима — Кардо. Предметом дискуссий является также интерпретация информации Прокопия об колоннах «по цвету похожих на пламя огня» — по предположению израильского археолога Й. Цафрира, они могли быть сделаны из добывавшегося неподалёку иерусалимского камня. В целом, по мнению этого исследователя, репутация Юстиниана как величайшего строителя в византийской истории, как минимум применительно к Иерусалиму, является заслуженной.

### Книга VI: Африка
Относящиеся к Византийской Африке сведения Прокопия являются ценным дополнением к не очень многочисленным археологическим данным, собранным в этом регионе. Книга начинается с географического описания африканских провинций, которых было две после разделения Киренаики — Верхняя Ливия, или Ливия Пентаполитанская, и Нижняя Ливия. В отличие от других книг, в шестой книге «Построек» перечислено не очень много объектов. Согласно Прокопию, в Верхней Ливии благодаря Юстиниану было построено пять крепостей, и две в Нижней. Помимо этого, в Верхней Ливии была построена, две церкви и восстановлен акведук. Для Нижней Ливии сведений ещё меньше. Принцип отбора материала Прокопием в Африке не понятен.
В Ливии известно много византийских крепостей, и хотя раскопок в них было проведено мало, значительное их число разведано. В результате с некоторой степенью достоверности отождествлены три крепости, упомянутые Прокопием: Антипиргон в Нижней Ливии, и Теухейра и Борий в Верхней. Во всех случаях без ссылки на сведения Прокопия аргументация является малоубедительной. В ряде случаев утверждения Прокопия вызвали дискуссию. Возможно, проявлением его тенденции к преувеличению достижений Юстиниана является рассказ о полной реконструкции стен Береники и Паратониона. Множество наблюдений о возможной датировке различных церковных и военных сооружений в Ливии принадлежит английскому археологу Р. Г. Гудчайлду. Так, по его мнению, многочисленные мелкие крепости в окрестности Бория, возможно, датируются тем же периодом, поскольку у них применён тот же тип каменной кладки. Этот же исследователь предположил, что упомянутое рядом с Борием еврейское поселение, храм в котором был основан по приказу царя Соломона, следует отождествить со Сциной, известной также как Locus Judaeorum Augusti; это отождествление не является общепризнанным.

## Рукописи и издания
Согласно Я. Хаури (1895), рукописи данного произведения делятся на две группы, происходящие от рукописей cod. Vaticanus graec. 1065 XIII века (V в обозначениях Хаури) и cod. Ambrosianus 182 конца XIV века (A). Хаури в своём кратком анализе рукописной традиции ограничился наблюдением, что рукопись V более качественная, не произведя сверку вариантов текста. Впоследствии исследования рукописной традиции трактата не развивались и в переиздании трудов Прокопия Г. Вирта была воспроизведена статья Я. Хаури на эту тему. Небольшие заметки о разночтениях в рукописях и их сохранности сделал итальянский филолог Э. Л. Де Стефани. В английском издании Г. Дьюинга (H. B. Dewing) 1940 года текстология не исследовалась, но в 1947 году участвовавший в подготовке этого издания Г. Дауни изложил свои соображения по этому поводу. По его мнению, характер различий указывает на то, что рукопись A представляет более раннюю редакцию произведения. Американский исследователь отмечает, что основная разница между рукописями приходится на первую книгу, посвящённую строительной деятельности Юстиниана в Константинополе, то есть самую важную из всех книг. По мнению Дауни, если бы Прокопий планировал второе издание своего труда, именно эта книга подверглась бы самой тщательной обработке. Авторские извинения в конце произведения («Все то, что мог я узнать о строительстве Юстиниана, или будучи сам очевидцем, или сам слышал от тех, кто были очевидцами этих построек, все это по силе возможности я здесь и изложил. Я хорошо знаю, что многое я пропустил в своем рассказе, или незамеченное вследствие огромного количества его построек, или просто оставшееся <мне> неизвестным. Так что, если у кого явится охота расследовать все это точно и изложить в своем рассказе, то он получит сознание, что он сделал нужное дело, и удостоится за это чести и славы») появились в первой редакции и не были исключены из второй, потому что она также осталась незавершённой. В 1952 году, поскольку часть рукописей трактата «О постройках» содержит текст трактата «Об управлении империей», этими рукописями занимался А. Пертузи, готовивший издание данного произведения Константина Багрянородного. Итальянский филолог уточнил датировку рукописи V, отнеся её к XII веку. В 1991 году были обнаружены новые рукописи трактата «О постройках», в результате чего их общее число достигло 15.
Мало известно о том, насколько хорошо византийцы знали данное произведение Прокопия. Несмотря на то, что старейшая рукопись V объединена с трактатом «Об управлении империей» (X век), не признаков того, чтобы Константин Багрянородный пользовался сведениями Прокопия. Также о трактате Прокопия не знает византийская энциклопедия Суда (X век). В конце X века трактат цитировал византийский агиограф Симеон Метафраст.
Первое латинское издание трактата, подготовленное в 1531 году Беатусом Ренанусом в Базеле, основывалось на единственной рукописи и было не полным и содержало ошибки. В 1543 году это издание было перепечатано без изменений в Париже, несколько лучше были версии Д. Хёшеля (Аугсбург, 1603) и К. Мальтре (1663, Париж). Издание Мальтре долгое время оставалось наилучшим. Оно было повторено в Венеции в 1729 году, а затем взято за основу издания 1838 года К. В. Диндорфа. Согласно немецкому переводчику трудов Прокопия Отто Ве, первый перевод трактата на французский язык был выполнен в конце XVI века Мартином Фюме. Однако где и когда этот перевод был издан Ве не указал, поэтому достоверно до 2011 года можно было утверждать о существовании единственного французского перевода Луи Кузена, изданного в 1671 году. Также О. Ве сообщает об английском переводе О. Стюарта, изданного в 1888 году Palestine Pilgrims' Text Society. Русский перевод был выполнен в 1939 году С. П. Кондратьевым. Немецкий перевод Отто Ве был издан в 1977 году в составе пятитомного собрания сочинений Прокопия Кесарийского. В 2006 году вышел польский перевод П. Гротовски, а в 2011 году появился новый французский перевод Д. Роке (D. Roques) и итальянский.

## Издания
латинские
- Guilelmus Dindorfius, ed., Procopius. Bonnae: Weber, 1833—1838 (Corpus scriptorum historiae Byzantinae, 43-45) Vol. 1 Vol. 2 (.pdf) Vol. 3
- Iacobus Haury, ed., Procopii Caesariensis opera omnia (4 voll. Lipsiae: Teubner, 1905—1913) vol. 4: De aedificiis libri VI
  - ed. correctior; addenda et corrigenda adiecit Gerhard Wirth (4 voll. 1962—1964) vol. 4: De aedificiis libri VI;
    - Procopii Caesariensis opera omnia / J. Haury, G. Wirth. — 2001. — 408 p. — ISBN 3-598-71737-7.
- H. B. Dewing, Glanville Downey, edd., Procopius (7 voll. Londinii: Heinemann, 1914—1940. Loeb Classical Library) vol. 7 Buildings

на современных языках
- Прокопий Кесарийский. О постройках / Пер. С. П. Кондратьева. — ВДИ. — 1939. — Т. 4. — С. 203—283.
- Prokop. Werke / Hg. Otto Veh. — München, 1977. — Т. V. — ISBN 3-7765-2109-0.
- Прокопий Кесарийский. Война с готами // Прокопий Кесарийский. Война с готами. О постройках / Пер. С. П. Кондратьев. Вступит. статья З. В. Удальцовой. — М.: Арктос, 1996. — 167 с. — ISBN 5-85551-143-X.
- Procope de Césarée. Constructions de Justinien Ier / introduction, traduction, commentaire, cartes et index par †Denis Roques, publication posthume par E. Amato et J. Schamp. — Alessandria: Edizioni dell’Orso, 2011. — XII + 469 + 10 cartes p. — ISBN 9788862742962.

### Первичные источники
- Прокопий Кесарийский. Война с персами. Война с вандалами. Тайная история / Пер., статья, комм. А. А. Чекаловой. — М.: Наука, 1993. — 570 с. — (Памятники исторической мысли). — 15 000 экз. — ISBN 5-02-009494-3.

### Исследования
на английском языке
- Brown A. Justinian, Procopius, and deception: Literary lies, imperial politics, and the archaeology of sixth-century Greece / eds. A. J. Turner, K. O. Chong-Gossard, F. J. Vervaet // Private and Public Lies: The Discourse of Despotism and Deceit in the Graeco-Roman World. — 2010. — Vol. II. — P. 355—372.
- Cherf W. J. Procopius De aedificiis 4.2.1–22 on the Thermopylae Frontier (англ.) // Byzantinische Zeitschrift. — De Gruyter, 2011. — Vol. 104, iss. 1. — P. 71–113. — ISSN 1864-449X. — doi:10.1515/byzs.2011.005.
- Croke B., Crow J. Procopius and Dara (англ.) // The Journal of Roman Studies. — 1983. — Vol. 73. — P. 143—159. — JSTOR 300078.
- Cameron A. Procopius and the Sixth Century. — Berkeley: University of California Press, 1985. — 308 с. — ISBN 0-415-14294-6.
- Downey G. The Composition of Procopius, De Aedificiis // Transactions and Proceedings of the American Philological Association. — 1947. — Т. 78. — С. 171—183. — JSTOR 283492.
- Downey G. Justinian as a Builder // The Art Bulletin. — 1950. — Т. 32, № 4. — С. 262—266. — JSTOR 3047311.
- Elsner J. The rhetoric of buildings in the De Aedificiis of Procopius // Art and Text in Byzantine Culture  / ed. by L. James. — 2007. — С. 33—57.
- Evans J. A. S. The Dates of the Anecdota and the de Aedificiis of Procopius // Classical Philology. — 1969. — Т. 64, № 1. — С. 29—30. — JSTOR 268008.
- Evans J. A. S. The Dates of Procopius' Works : a Recapitulation of the Evidence // GRBS. — 1996. — Т. 37. — С. 301—313.
- Greatrex G. The Dates of Procopius' Works // GRBS. — 1994. — Т. 18. — С. 101—114.
- Greatrex G. The Date of Procopius' Buildings in the Light of recent Scholarship // Estudios bizantinos. — 2013. — Т. 1. — P. 13—29. — ISSN 2014-9999.
- Greatrex G. Perceptions of Procopius in Recent Scholarship // Histos. — 2014. — Vol. 8. — P. 76—121. — ISSN 2046-5963.
- Gregory G. Procopius on Greece // Antiquité Tardive. — 2001. — Vol. 8. — P. 105—114. — doi:10.1484/J.AT.2.300689.
- Hohlfelder R. L. Mediterranean cities: historical perspectives. — 1988. — P. 54—62. — 204 p. — ISBN 0-7146-3353-4.
- Howard-Johnson J. The education and expertise of Procopius // Antiquité Tardive. — 2001. — Vol. 8. — P. 19—30. — doi:10.1484/J.AT.2.300682.
- Lawrence A. W. A Skeletal History of Byzantine Fortification // The Annual of the British School at Athens. — 1983. — Vol. 78. — P. 171—227. — JSTOR 30102803.
- Kaldellis A. Procopius of Caesarea. Tyranny, History, and Philosophy at the End of Antiquity. — University of Pennsylvania Press, 2004. — 320 p. — ISBN 978-0-8122-0241-0.
- Mackay P. A. Procopius' De Aedificiis and the Topography of Thermopylae // American Journal of Archaeology. — 1963. — Т. 67, № 3. — С. 241—255. — JSTOR 501370.
- Montaniaro F. Power, Taste and the Outsider: Procopius and the Buildings Revisited / eds. G. Greatrex, H. Elton // Ph. Rousseau, Buildings. — 2015. — P. 191—206.
- Reynolds J. Byzantine buildings, Justinian and Procopius in Libya Inferior and Libya Superior // Antiquité Tardive. — 2001. — Vol. 8. — P. 169—176. — doi:10.1484/J.AT.2.300695.
- Tsafrir Y. Procopius and the Nea Church in Jerusalem // Antiquité Tardive. — 2001. — Vol. 8. — P. 149—164. — doi:10.1484/J.AT.2.300693.
- Whitby M. Justinian's Bridge over the Sangarius and the Date of Procopius' de Aedificiis // The Journal of Hellenic Studies. — 1985. — Т. 105. — С. 129—148. — JSTOR 631526.
- Whitby M. Procopius’ Buildings, Book I: a Panegyrical perspective // Antiquité Tardive. — 2001a. — Vol. 8. — P. 45—57. — doi:10.1484/J.AT.2.300684.
- Whitby M. Pride and prejudice in Procopius’ Buildings: imperial images in Constantinople // Antiquité Tardive. — 2001b. — Vol. 8. — P. 59—66. — doi:10.1484/J.AT.2.300685.
- Zanini E. The Urban Ideal and Urban Planning in Byzantine New Cities of the Sixth Century A.D. // Theory and Practice in Late Antique Archeology. — 2003. — P. 196—224. — ISSN 1570-6893.

на немецком языке
- Belke K. Prokops De Ædificiis, Buch V, zu Kleinasien // Antiquité Tardive. — 2001. — Vol. 8. — P. 115—125. — doi:10.1484/J.AT.2.300690.
- Rubin B. Das Zeitalter Iustinians. — Berlin: Walter de Gruyter, 1960. — 539 p.

на русском языке
- Веймарн Е. В. От кого могли защищать готов в Крыму «длинные стены» Прокопия? // Античная древность и средние века. — Свердловск, 1980. — Вып. 17. — С. 19—33.
- Диль Ш. Юстиниан и Византийская цивилизация в VI веке. — СПб., 1908. — 687 с.
- Удальцова З. В. Мировоззрение Прокопия Кесарийского // Византийский временник. — 1971. — Т. 31. — С. 8—22.
- Фирсов Л. В. О положении страны Дори в Таврике // Византийский временник. — 1979. — Т. 40. — С. 104—113.

на французском языке
- Flusin B. Remarques sur la tradition manuscrite du De Aedificiis // Antiquité Tardive. — 2001. — Vol. 8. — P. 9—17. — doi:10.1484/J.AT.2.300681.
- Roques D. Les Constructions de Justinien de Procope de Césarée : document ou monument? // Comptes rendus des séances de l'Académie des Inscriptions et Belles-Lettres. — 1998. — P. 989—1001. — doi:10.3406/crai.1998.15927.